# Aluniș (Prahova)
Pour les articles homonymes, voir Aluniș.
Aluniș est une commune roumaine du județ de Prahova, dans la région historique de Valachie et dans la région de développement du Sud.

## Géographie
La commune d'Aluniș est située dans le nord-ouest du județ, dans les collines du piémont des Carpates du sud, à 8 km à l'est de Câmpina et à 30 km au nord-ouest de Ploiești, le chef-lieu du județ.
La municipalité est composée des deux villages suivants (population en 1992) :
- Aluniș (2 874), siège de la commune ;
- ostrovu (1 065).

## Politique
| Période                                  | Période  | Identité              | Étiquette | Qualité |
| ---------------------------------------- | -------- | --------------------- | --------- | ------- |
| Les données manquantes sont à compléter. |          |                       |           |         |
| 2008                                     | En cours | Iulian Cristian Bîgiu | PSD       |         |

| Parti | Parti                        | Sièges |
| ----- | ---------------------------- | ------ |
|       | Parti social-démocrate (PSD) | 10     |
|       | Parti national libéral (PNL) | 3      |

## Religions
En 2002, la composition religieuse de la commune était la suivante :
- Chrétiens orthodoxes, 99,78 %.

## Démographie
En 2002, la commune comptait 3 685 Roumains (98,29 %) et 63 Tsiganes (1,68 %).
| 1992  | 2002  | 2007  |
| ----- | ----- | ----- |
| 3 939 | 3 749 | 3 713 |

## Économie
L'économie de la commune repose sur l'agriculture et l'élevage.

## Communications

### Routes
La route régionale DJ214 rejoint Brebu et Câmpina à l’ouest et la DJ101T permet d'atteindre Bertea au nord et Vărbilău au sud.